# Trzonolinowiec

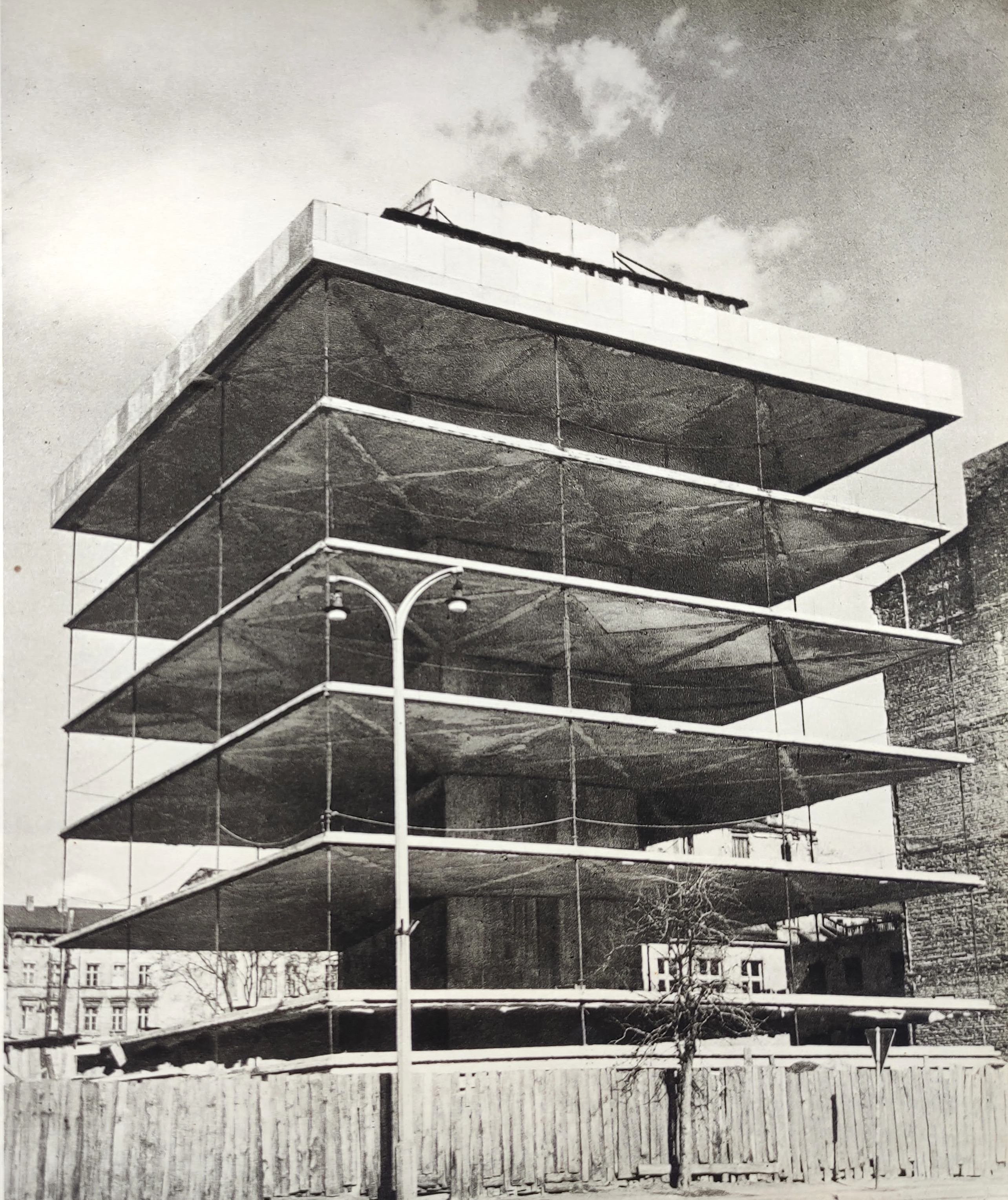
Budowa trzonolinowca we Wrocławiu, 1965

Trzonolinowiec (budynek trzonowo-cięgnowy) – wielokondygnacyjny szkieletowy budynek przeznaczony do przebywania w nim ludzi (biura, mieszkania).

## Konstrukcja
Jest to najbardziej zaawansowany konstrukcyjnie ustrój szkieletowy z zastosowaniem sprężeń. Tego typu budynki są rzadkością w Europie. Podstawą konstrukcji jest żelbetowy trzon, przenoszący pionowe obciążenia ściskające na fundament budynku. Na nim osadzone są stropy w postaci sprężonych platform zawieszonych na stalowych linach. Liny – elementy rozciągane zamocowane są do szczytu trzonu i przenoszą na niego ciężar stropów, są także zakotwione na poziomie parteru dla usztywnienia konstrukcji. Najniższe piętro zawieszone jest nad niezabudowaną przestrzenią wokół trzonu. W przeciwieństwie do tradycyjnych budynków, które budowane są od dołu, trzonolinowiec budowany był od najwyższego piętra.

## Budynki o konstrukcji trzonolinowej
- Wrocław: Trzonolinowiec
- Katowice: Stalexport (wieżowce)
- Gdańsk: Zieleniak
- Warszawa: dawny budynek firmy Ciech S.A.[3]
- Johannesburg: Standard Bank Centre(inne języki)
- Monachium: Wieżowiec BMW
- Londyn(obecnie trwa rozbiorka): St. Helen’s(inne języki)
- Londyn (budynki zostały już rozebrane): 122 Leadenhall Street oraz 20 Fenchurch Street
- Southampton: Faraday Tower, University of Southampton
- Dublin: siedziba Centralnego Banku Irlandii na Dame Street
- Vancouver: The Cube(inne języki)
- Madryt: Torres de Colón
- Hongkong: HSBC Building(inne języki)
- Hamburg: Finnlandhaus(inne języki)
- Hannover (rozebrany): Hängehaus
- Louisville: Kaden Tower(inne języki)
- Madryt: Edificio Castelar(inne języki)
- Antwerpia: BP-building(inne języki)
- Wuppertal: Stadtsparkasse Wuppertal(inne języki)
- Eindhoven: Gebouw VB (Philips Nederland)
- Sofia: budynek KNSB (CITUB)

## Galeria

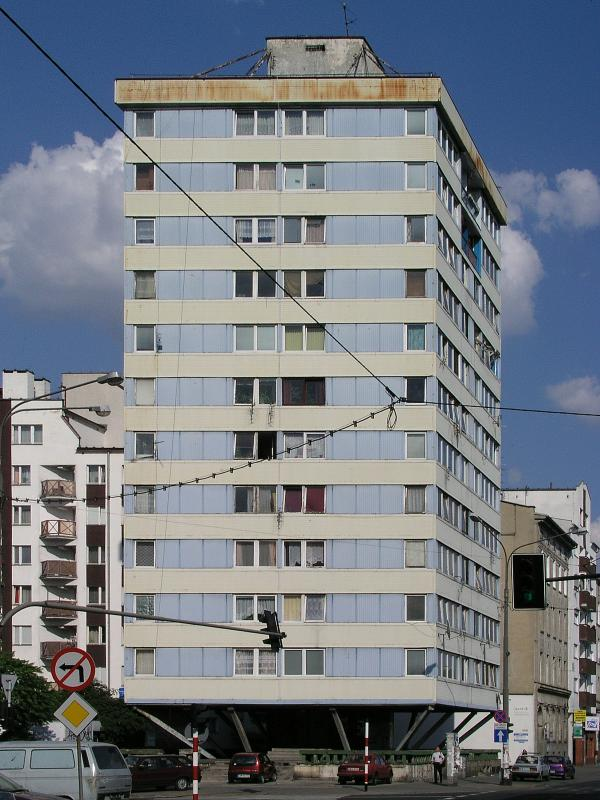
Trzonolinowiec we Wrocławiu
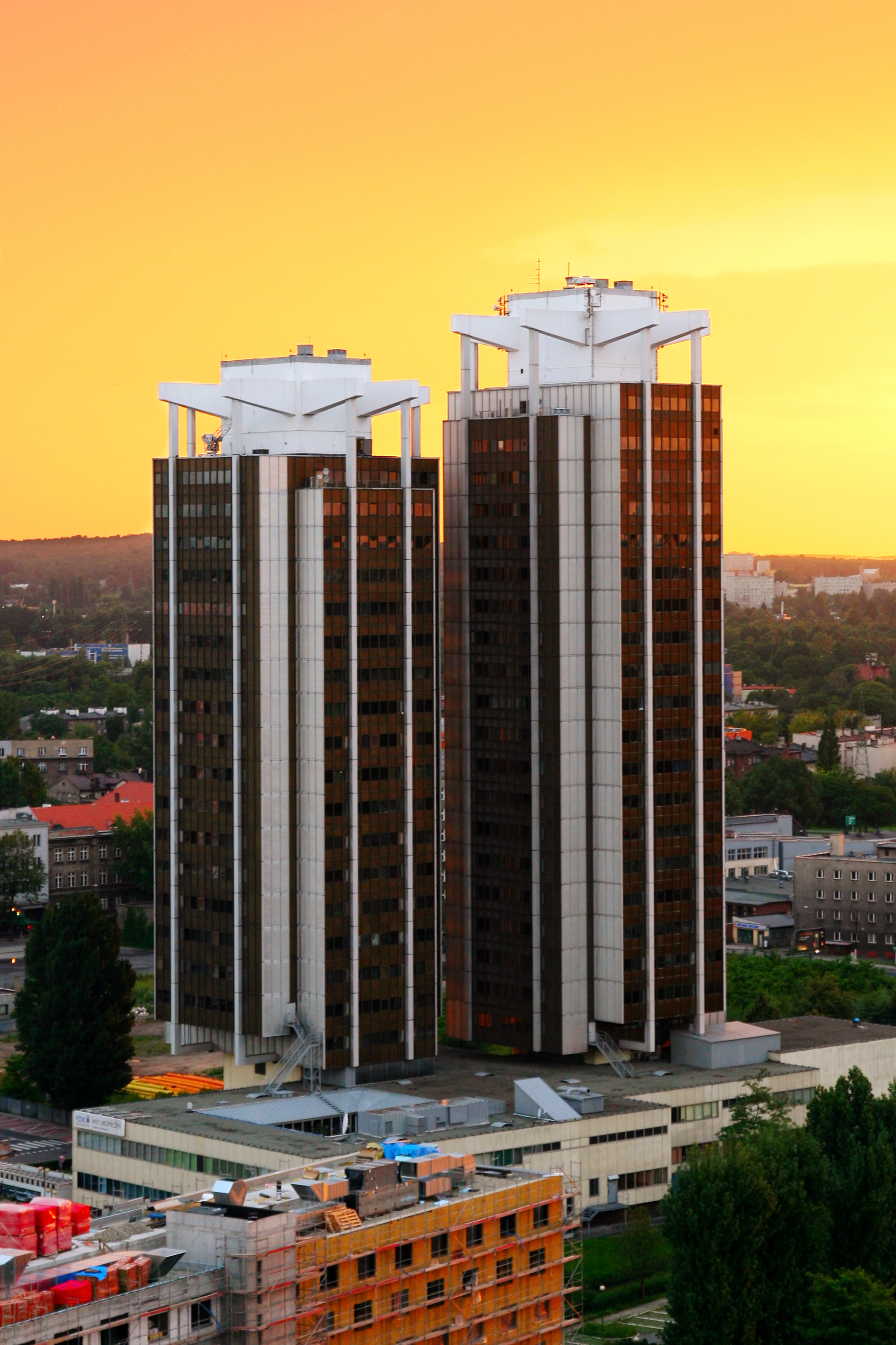
Stalexport w Katowicach
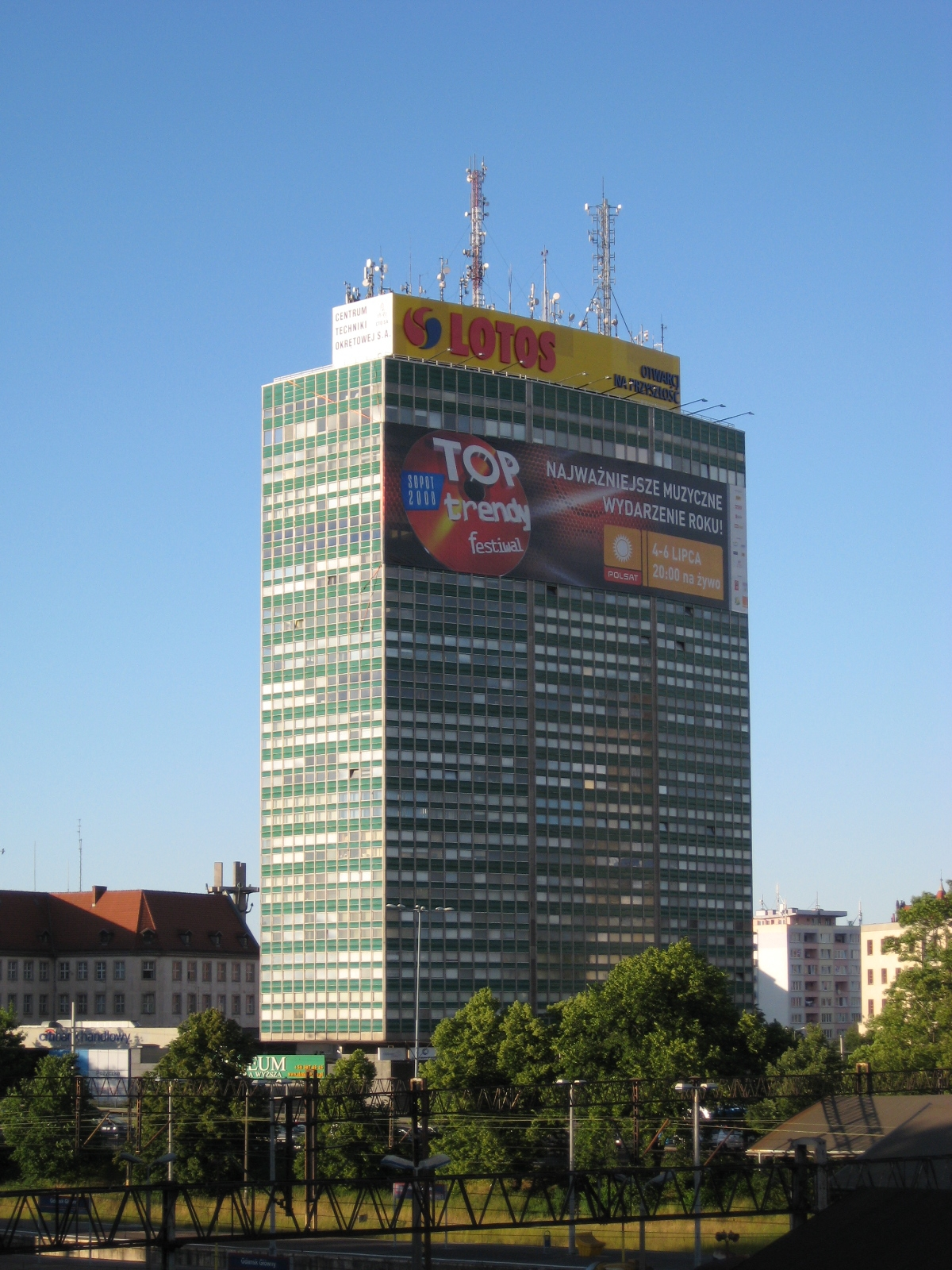
Zieleniak w Gdańsku
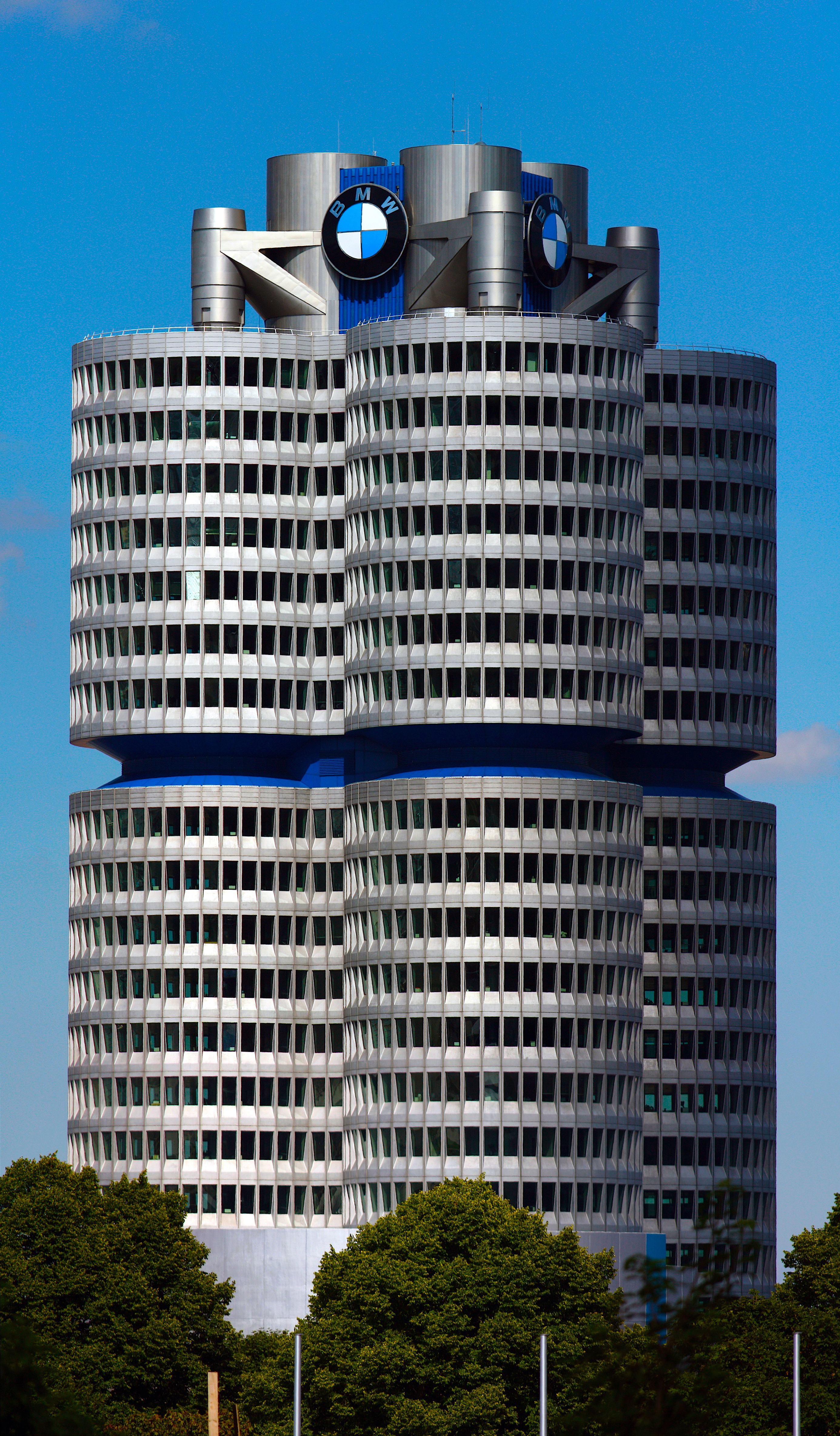
Wieżowiec BMW w Monachium
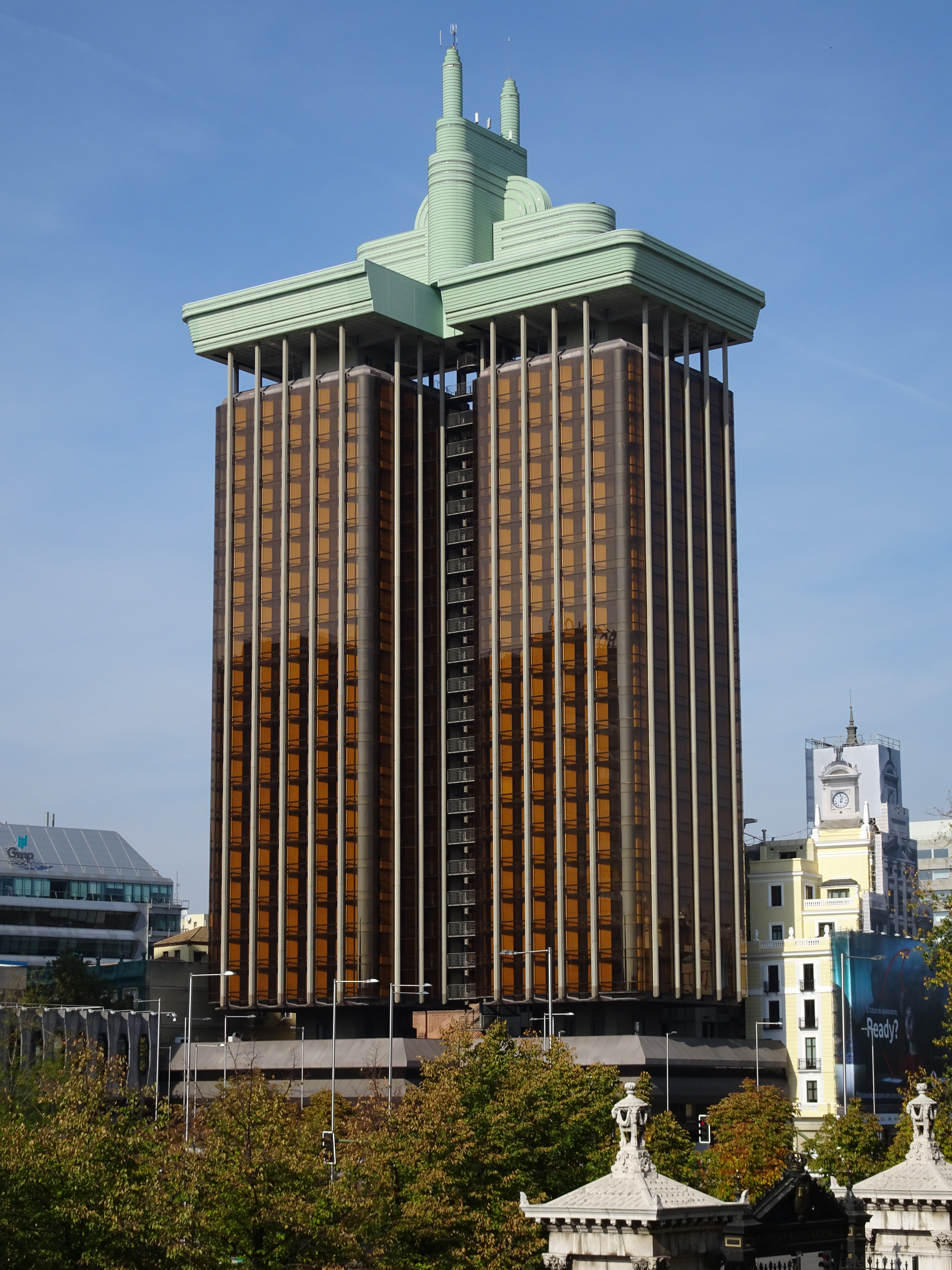
Torres de Colón w Madrycie
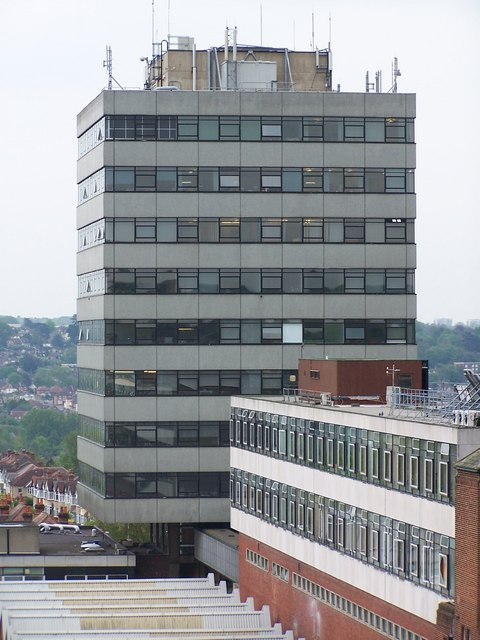
Faraday Tower w Southampton
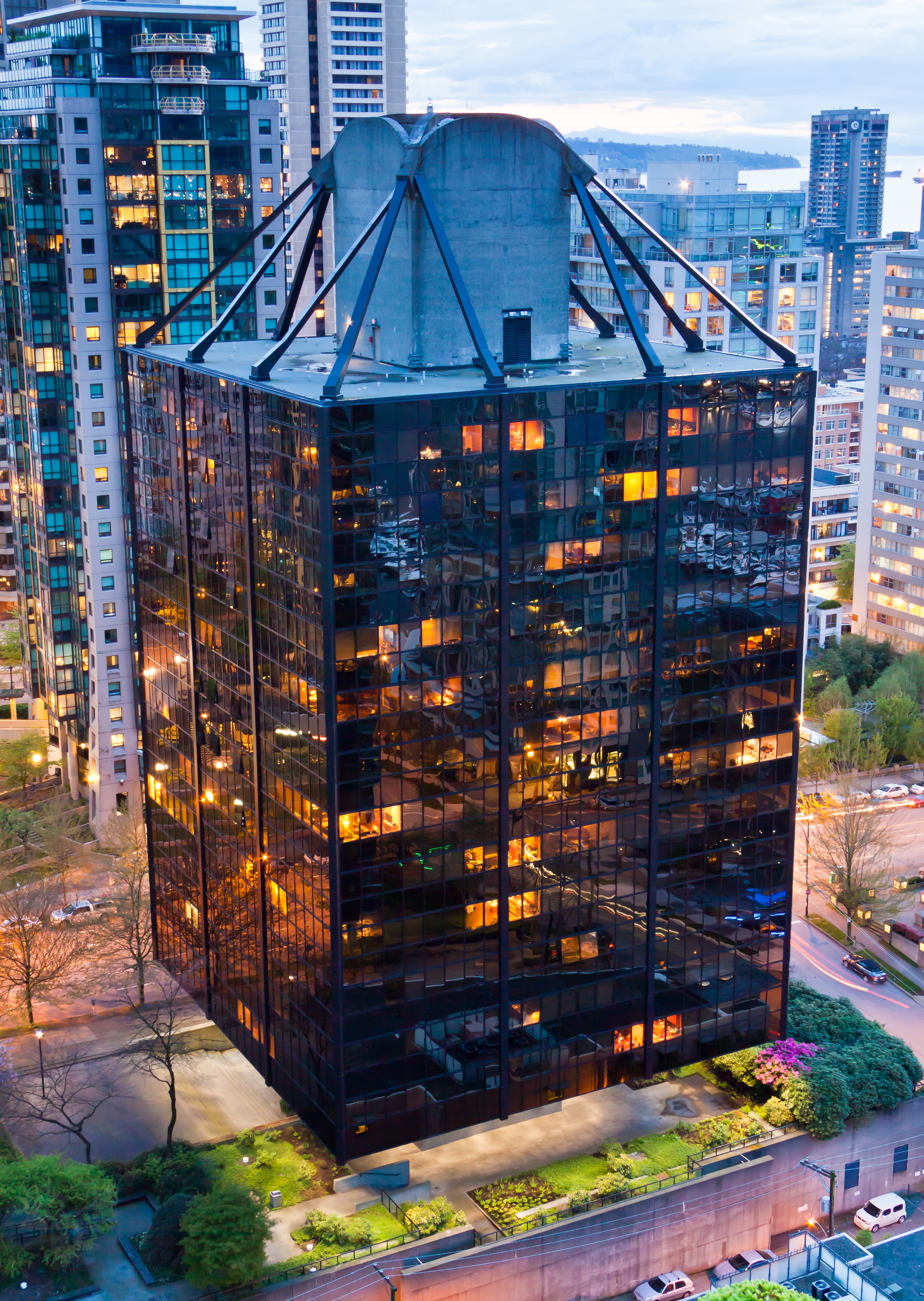
The Cube w Vancouver
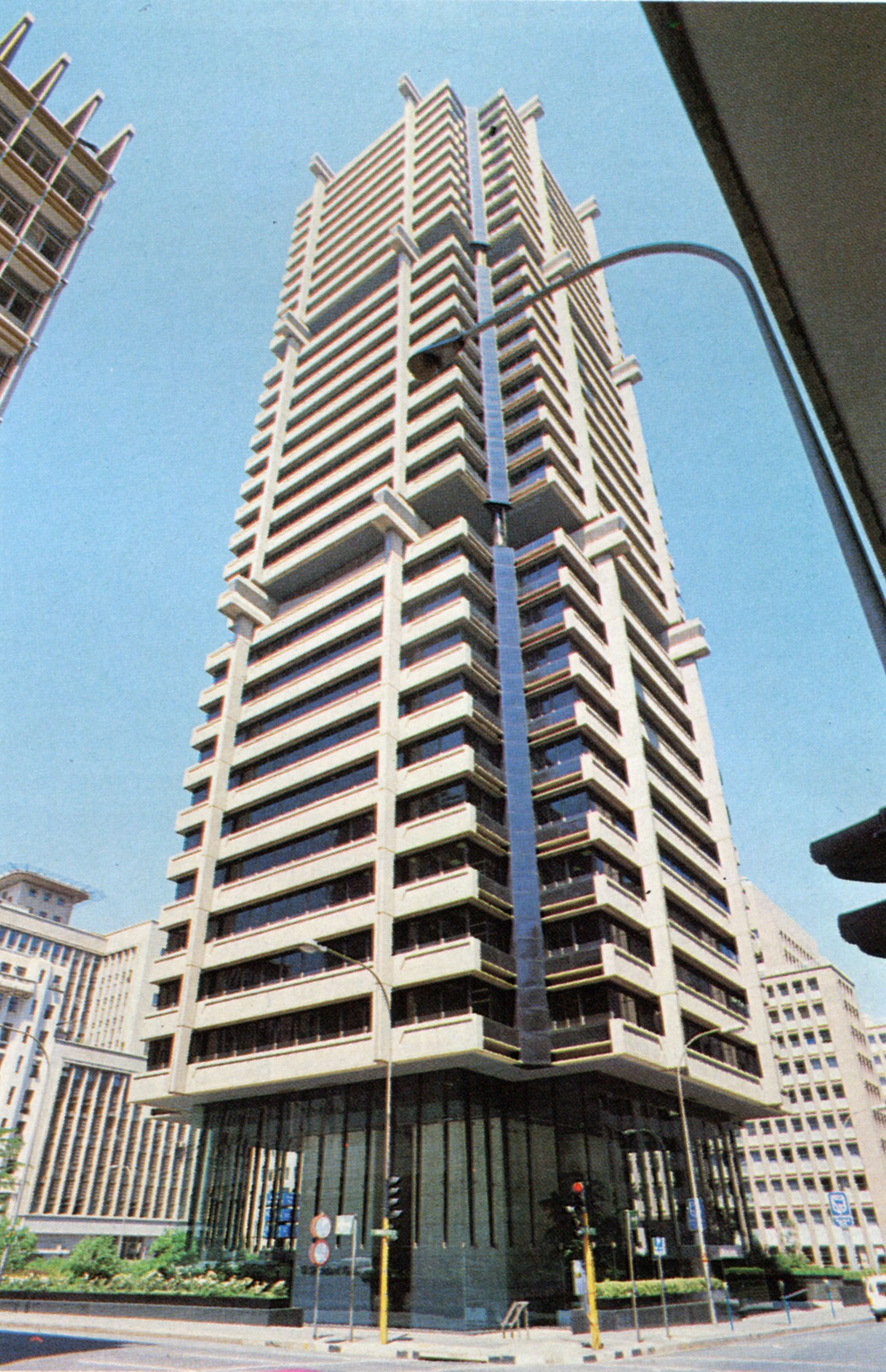
Standard Bank Centre w Johannesburgu
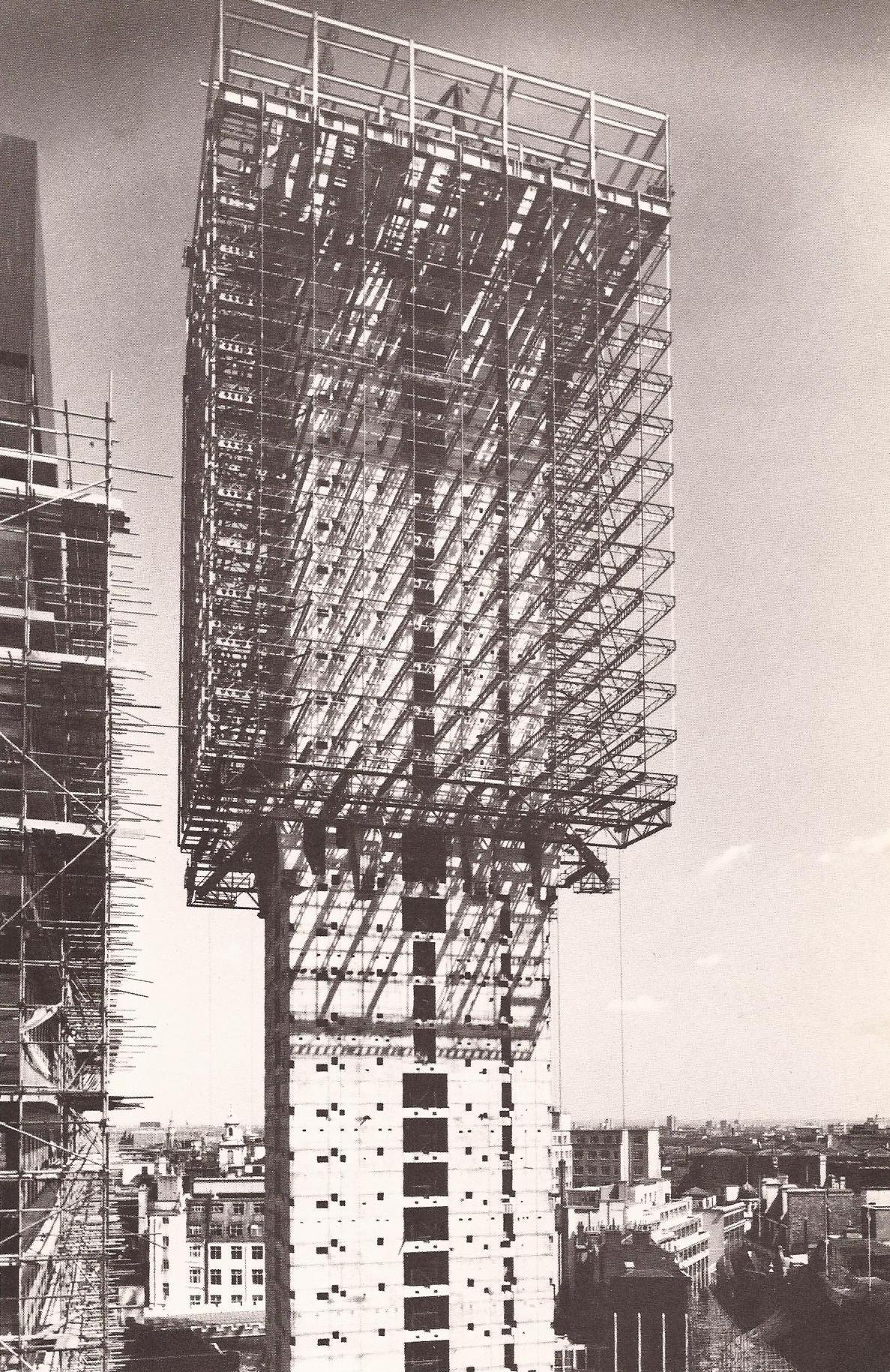
St. Helen’s podczas budowy w 1968 roku w Londynie
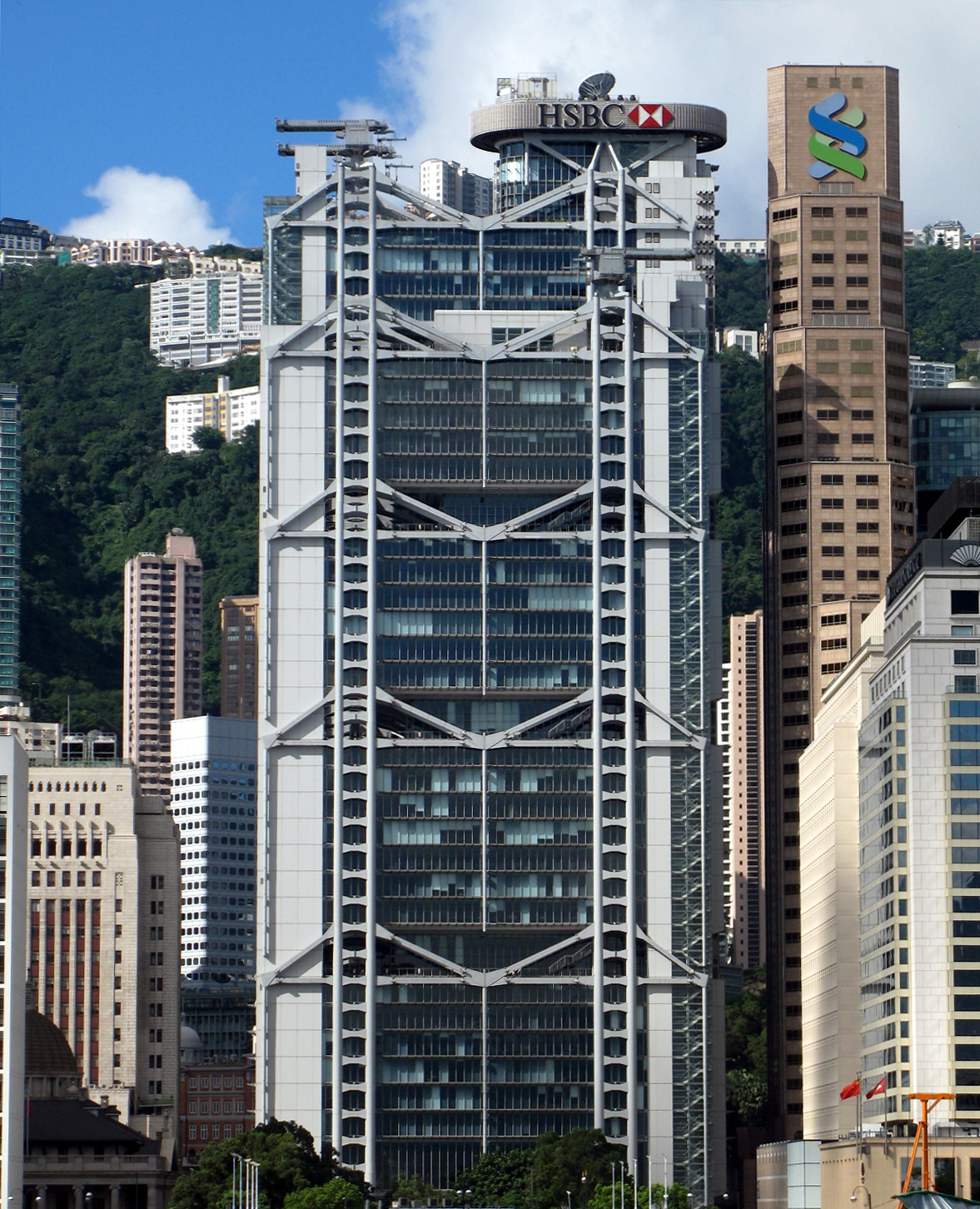
HSBC Building w Hongkongu
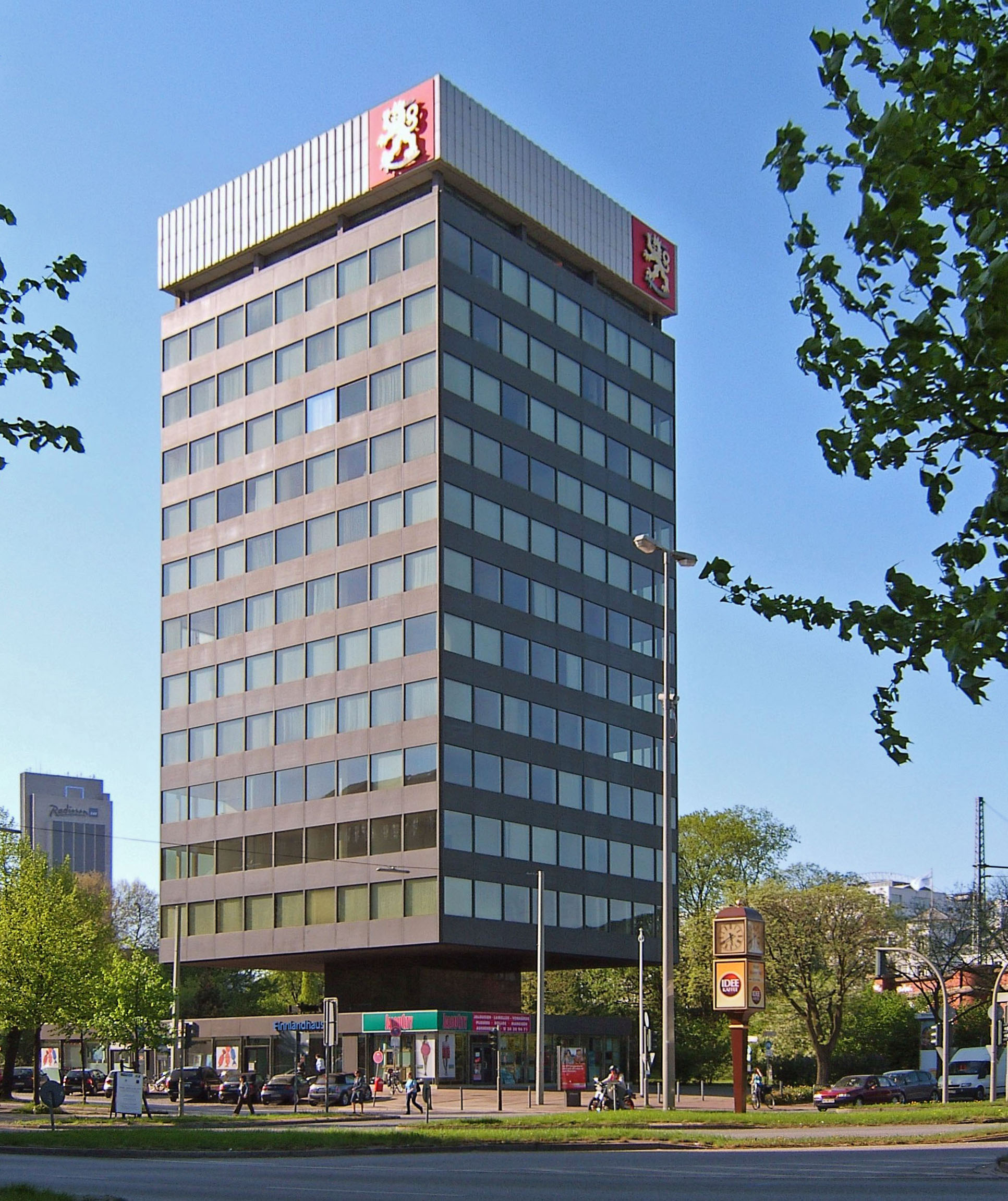
Finnlandhaus w Hamburgu
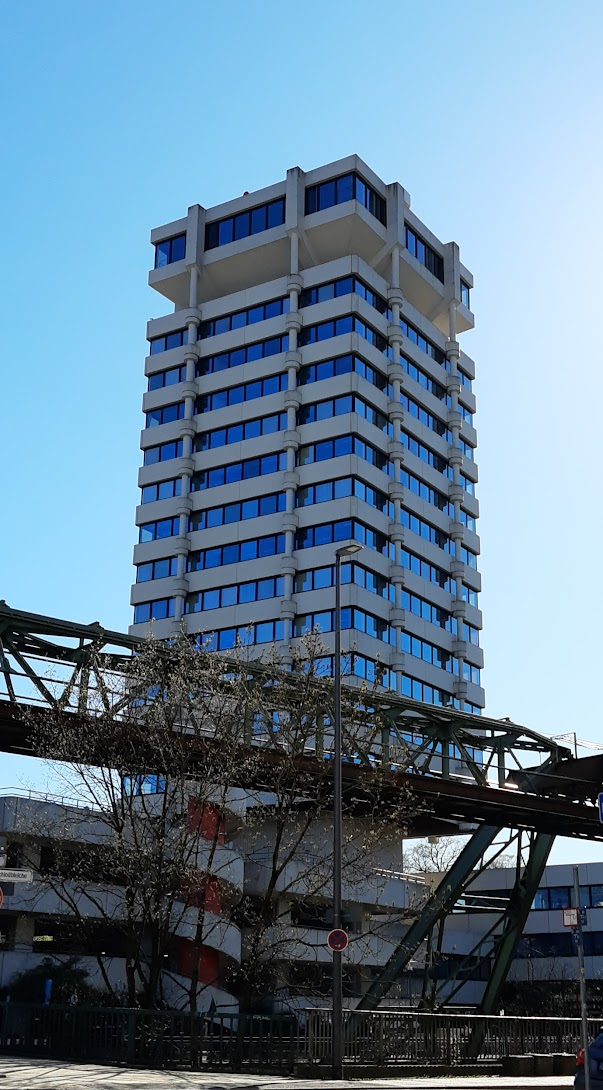
Stadtsparkasse Wuppertal